# Billé
Billé (Bilieg en bretón) es una localidad y comuna francesa en la región administrativa de Bretaña, en el departamento de Ille y Vilaine y distrito de Fougères.

## Demografía
| 1 112 | 1 134 | 1 112 | 1 258 | 1 165 | 1 202 | 1 172 | 1 165 | 1 165 | 1 147 | 1 106 | 1 081 | 1 122 | 1 072 | 1 078 | 1 085 | 1 090 | 1 029 | 1 087 | 1 034 | 934 | 927 | 881 | 823 | 785 | 756 | 739 | 683 | 564 | 702 | 824 | 832 | 1 006 |
| Para los censos de 1962 a 1999 la población legal corresponde a la población sin duplicidades (Fuente: INSEE [Consultar]) |       |       |       |       |       |       |       |       |       |       |       |       |       |       |       |       |       |       |       |     |     |     |     |     |     |     |     |     |     |     |     |       |